# 제27회 영국 아카데미 영화상
제27회 영국 아카데미 영화상은 1973년의 최고의 영화를 기리기 위해 1974년에 열린 시상식이다.

## 수상

### 작품상
- 사랑의 묵시록 수상

### 데이빗 린 상
- 사랑의 묵시록 - 프랑수아 트뤼포 수상

### 칼 포먼 상
- 하수인 - 피터 에건 수상

### 남우주연상
- 부부 - 월터 매튜 수상
- 돌파구 - 월터 매튜 수상

### 여우주연상
- 부르조아의 은밀한 매력 - 스테판 오드랑 수상
- 스테판 오드랑 수상

### 남우조연상
- 아서 로우 수상

### 여우조연상
- 사랑의 묵시록 - 발렌티나 코르테스 수상

### 각본상
- 부르조아의 은밀한 매력 - 루이스 부뉴엘 수상

### 편집상
- 자칼의 날 - 랠프 켐플레 수상

### 촬영상
- 안소니 B. 리치몬드 수상

### 음향상
- 지저스 크라이스트 슈퍼스타 - Les Wiggins 수상

### 의상상
- 하수인 - 필리스 달톤 수상

### 미술상
- 하수인 - Natasha Kroll 수상

### 안소니 아스퀴스상
- Alan Price 수상

### UN상
- 계엄령 수상

## 같이 보기
- 제46회 아카데미상
- 제26회 미국 감독 조합상
- 제31회 골든 글로브상
- 제26회 미국 작가 조합상